# Недифференцированная шизофрения
Недифференци́рованная шизофрени́я — тип шизофрении по Международной классификации болезней 10-го пересмотра, при котором либо выявляются критерии более одного подтипа (параноидного, кататонического или гебефренического), либо симптоматика недостаточна для диагностики одного из перечисленных типов. Течение обычно эпизодическое ремиттирующее, но при развитии в последовательной цепи психозов симптоматики от одного типа к другому течение может быть непрерывно-прогредиентным (например, при переходе параноидного синдрома к ядерным синдромам):161. Иногда отсутствие дифференцировки связано с болезнью на фоне ближайших и отдалённых последствий черепно-мозговой травмы, или же наркомании или алкоголизма:161.

## Диагностические критерии

### МКБ-10
Врачам и научным работникам в России достаточно часто приходится проводить диагностику шизофрении не только по отечественной классификации, но и по МКБ-10. В ней используется наиболее распространённая систематика шизофрении, основанная на ведущем, наиболее устойчивом синдроме и включающая формы, использованные ещё Крепелином (параноидная, гебефреническая, кататоническая) с последующими дополнениями (простая, циркулярная и другие формы). Возвращение в МКБ-10 к формам, описанным Э. Крепелином в концепции dementia praecox, стало компромиссом различных позиций, поскольку диагностика шизофрении до сих пор остается спорной и во многом продолжает определяться теоретическими положениями отдельных школ.
- Параноидная форма [F20.0] встречается чаще, чем другие. Наряду с кардинальными признаками заболевания (аутизм, нарушение стройности мышления, снижение и неадекватность эмоций) ведущим в клинической картине данной формы является бред[4]. Этот тип шизофрении характеризуется более поздним, по сравнению с другими формами, началом, менее выраженными дефицитарными симптомами. Типичный больной параноидной формой напряжен, подозрителен, сдержан, часто враждебен и агрессивен[6].
- Гебефреническая форма [F20.1] — одна из наиболее злокачественных форм шизофрении. Главное ее проявление — гебефренический синдром (см. раздел 9.1). Диагноз основывается на преобладании в проявлениях болезни детскости и нелепого, дурашливого возбуждения. Заболевание начинается в подростковом возрасте (13—15 лет), обычно с эмоционального уплощения, абулических, поведенческих расстройств, когнитивного снижения. В дальнейшем течет безремиссионно. Больные становятся инвалидами до начала трудовой деятельности[7][6].
- Кататоническая форма [F20.2] характеризуется преобладанием двигательных расстройств. Кататонический ступор и возбуждение могут часто сменять друг друга. В реальности клиническая картина далеко не всегда укладывается в описание отдельного подтипа; трудностям категоризации в этих случаях призван отвечать подтип так называемой недифференцированной шизофрении F20.3[8][6].
- Простая шизофрения (МКБ-9 295.0, МКБ-10 F20.6): проявляется почти исключительно негативной симптоматикой. В отличие от других форм продуктивные расстройства (бред, двигательные нарушения и аффективная симптоматика) либо не возникают вовсе, либо бывают крайне нестойкими и редуцированными. Преобладающим является неуклонно нарастающий апатико-абулический дефект[9]. Хотя симптоматика простой шизофрении редуцируется до основных симптомов, надо иметь в виду, что речь идет не об абортивных формах, а о ядерной группе шизофрений. Возможности терапевтического влияния значительно меньше, чем при шизофрениях с острой манифестацией и с дополнительными симптомами[10].

Простая шизофрения, гебефрения, люцидная кататония и юношеский вариант параноидной шизофрении являются наиболее злокачественными вариантами болезни. При данных формах болезненный процесс дебютирует в подростковом и юношеском возрасте, до того как больной успевает получить образование. Такие больные, как правило, не имеют профессии и семьи. Инвалидность часто оформляется до достижения трудоспособного возраста. Большинство пациентов не только не могут работать, но и требуют специального ухода, поскольку не могут заботиться о себе, не моются, не готовят пищу, не выходят из дому. Иногда данные формы объединяют в понятие юношеской злокачественной шизофрении.
Наряду со злокачественными вариантами заболевания традиционно описываются формы болезни с медленно прогрессирующими изменениями личности и относительно благоприятным исходом. Отношение к данным психозам в различных психиатрических школах неоднозначно. Поэтому авторы МКБ-10 постарались отделить эти спорные варианты болезни от классических форм.
- Постшизофреническая депрессия: депрессивный эпизод, возникающий после редукции шизофренической симптоматики, с возможным наличием некоторых симптомов шизофрении в ослабленной форме (МКБ-10 F20.4). Обычно больной только теперь осознает постигшую его душевную катастрофу: связанные с болезнью крушение жизненных планов, утрату трудоспособности, возможный распад семьи, обреченность на одиночество. Развитию депрессии может также способствовать длительная поддерживающая терапия нейролептиками. Внешне депрессия кажется нетяжелой (ее называют “матовой”). Больные апатичны, бездеятельны, ни к чему не проявляют интереса — все это напоминает апатоабулический синдром. Может даже не быть депрессивных высказываний: собственная несостоятельность переживается про себя. Но риск самоубийства очень высок. Подобные депрессии отличаются стойкостью{[источник?]. Диагноз постшизофренической депрессии ставится, если: 1) состояние в течение последнего года наблюдения соответствовало общим для шизофрении критериям; 2) по меньшей мере один из них сохраняется; 3) депрессивный синдром должен быть настолько затяжным, выраженным и развернутым, чтобы соответствовать критериям не менее, чем легкого депрессивного эпизода (F32.0)[13].
- Другой тип шизофрении: включаются сенестопатическая шизофрения и шизофреноформное расстройство/психоз БДУ (МКБ-10 F20.8)[14]. Однако описания сенестопатической шизофрении в МКБ-10 не дано. В адаптированной для использования в Российской Федерации версии МКБ-10 в рубрику другой тип шизофрении (F20.8) включаются ипохондрическая шизофрения (МКБ-10 F20.8xx1), сенестопатическая шизофрения (МКБ-10 F20.8xx2), детский тип шизофрении (МКБ-9 299.91, МКБ-10 F20.8xx3), атипичные формы шизофрении (МКБ-9 295.81, МКБ-10 F20.8xx4), шизофрения других установленных типов (МКБ-9 295.8, МКБ-10 F20.8xx8). Но все эти диагностические единицы, кроме сенестопатической шизофрении, в представленной Всемирной организацией здравоохранения версии МКБ-10 в 2016 году, отсутствуют[14] и присутствуют только в модифицированной для использования в Российской Федерации версии МКБ-10.

В МКБ-10 считаются подтипами шизотипического расстройства (коды подрубрик присутствуют только в адаптированной для РФ версии):
- Латентная шизофрения (МКБ-10 F21.1). Включаются предпсихотическая шизофрения и продромальная шизофрения.
- Шизофреническая реакция (МКБ-10 F21.2).
- Псевдоневротическая шизофрения (МКБ-10 F21.3).
- Псевдопсихопатическая шизофрения (МКБ-10 F21.4). Включается пограничная шизофрения.
- «Бедная симптомами» шизофрения (МКБ-10 F21.5). Проявляется преимущественно негативной симптоматикой.

Диагноз шизотипического расстройства может рассматриваться как эквивалент латентной, вялотекущей, амбулаторной, малопрогредиентной, пограничной шизофрении. Также в адаптированной для применения в Российской Федерации версии МКБ-10 есть паранойяльная шизофрения (F22.82), в которую выделяют преимущественно кверулянтный (сутяжнический), эротический бред, бред изобретательства или реформаторства, а также бредовая форма дисморфофобии. Паранойяльная шизофрения с сенситивным бредом отношений имеет код F22.03. Они отнесены к категории бредовые расстройства (F22). Однако в оригинальной версии МКБ-10, представленной ВОЗ в 2016 году, эти понятия отсутствуют.
В МКБ-11, начиная с бета-версии, вслед за Американской психиатрической ассоциацией и DSM-5, все подтипы шизофрении были удалены.
В МКБ-11 выделены:
- 6A20.0 — шизофрения, первый эпизод;
- 6A20.1 — шизофрения, несколько эпизодов;
- 6A20.2 — шизофрения, непрерывная;
- 6A20.Y — другая уточнённая шизофрения;
- 6A20.Z — шизофрения неуточнённая.

А также дополнительные коды для указания преобладающих симптомов (6A25): позитивные, негативные, депрессивные, маниакальные, психомоторные, когнитивные.
Диагностические указания
Ниже представлены официальные общие критерии параноидной, гебефренической, кататонической и недифференцированной шизофрении (F20.0—F20.3). Согласно МКБ-10, для постановки диагноза должен наблюдаться хотя бы один из следующих признаков:
(a) «эхо» мыслей (звучание собственных мыслей), вкладывание или отнятие мыслей, открытость мыслей окружающим;
(b) бред овладения, воздействия или пассивности, отчётливо относящийся к телу или конечностям, мыслям, действиям или ощущениям; бредовое восприятие;
(c) галлюцинаторные «голоса», комментирующие или обсуждающие поведение больного; другие типы «голосов», идущих из различных частей тела;
(d) устойчивые бредовые идеи, которые культурно неадекватны, нелепы, невозможны и/или грандиозны по содержанию.
Либо должны наблюдаться по крайней мере два из следующих «меньших» симптомов:
(e) стойкие галлюцинации любого вида, если они имеют место ежедневно на протяжении минимум одного месяца и сопровождаются бредом (который может быть нестойким и полуоформленным) без отчётливого аффективного содержания;
(f) неологизмы, шперрунги (перерывы в мышлении), приводящие к разорванности или несообразности в речи;
(g) кататоническое поведение, например возбуждение, застывание или восковая гибкость, негативизм, мутизм и ступор;
(h) «негативные симптомы» (но не обусловленные при этом депрессией или фармакотерапией), как правило, приводящие к социальному отчуждению и снижению социальных показателей; симптомы, которые могут быть выражены: апатией, речевым обеднением или сглаженностью, неадекватностью эмоциональных реакций;
(i) достоверные и последовательные изменения общего качества поведения, проявляющиеся утратой интересов, бесцельностью, поглощённостью собственными переживаниями, социальным отчуждением.
При этом указанные симптомы должны отмечаться не менее месяца. Состояния, отвечающие данным критериям, но продолжающиеся менее месяца, классифицируются как острое шизофреноподобное психотическое расстройство (F23.2 с добавочным четвёртым знаком, обозначающим характер расстройства), а если они впоследствии продолжаются свыше месяца, то диагноз изменяется (перекодируется) на соответствующую форму шизофрении.
При развитии симптомов шизофрении вместе с выраженными симптомами других расстройств (аффективными: маниакальных или депрессивных эпизодов, эпилептическими, при других болезнях мозга, при алкогольной или наркотической интоксикации или при синдроме отмены) диагноз шизофрении не выставляется, и применяются соответствующие диагностические категории и коды. Диагноз шизофрении ставится, если случай отвечает критериям маниакального эпизода F30- или депрессивного эпизода (F32-), но вышеперечисленные общие критерии выявляются до развития расстройства настроения.
Симптом (i) в приведённом выше списке относится только к диагнозу «простой тип шизофрении» (F20.6), и требуется продолжительность наблюдения симптоматики врачом-психиатром не менее одного года.
Для постановки диагноза недифференцированной шизофрении необходимо соответствие основным критериям шизофрении, при этом не должны подходить критерии параноидной, гебефренической и кататонической, резидуальной форм шизофрении, а также постшизофренической депрессии.
По МКБ-10 для постановки диагноза недифференцированной шизофрении необходимо соответствие состояния следующим признакам:
- соответствие общим критериям шизофрении;
- параноидная, гебефреническая и кататоническая шизофрении не должны подходить;
- не должно быть соответствия критериям резидуальной шизофрении или постшизофренической депрессии.

Включаются:
- ранняя параноидная (злокачественная) шизофрения;
- атипичная шизофрения.

Данная рубрика в МКБ-10 используется исключительно для психотических состояний, поэтому резидуальная шизофрения и постшизофреническая депрессия не включаются.

#### Дифференциальный диагноз
Следует исключить:
- F23.2x Острое шизофреноформное психотическое расстройство
- F20.5xx Хроническая недифференцированная шизофрения
- F20.5xx Конечные состояния при злокачественной шизофрении

Для шизоаффективных расстройств также характерен высокий полиморфизм психоза, однако при них нарушения настроения (аффективные нарушения) продолжаются дольше, чем при шизофрении:161.

### DSM
В американском Диагностическом и статистическом руководстве по психическим расстройствам 4-го издания (DSM-IV-TR) также присутствует «недифференцированный тип шизофрении» (295.90). Такой диагноз ставился при соответствии Критериям «A» шизофрении, но несоответствии параноидному, кататоническому и дезорганизованному типам.
Критерии «A» шизофрении по DSM-IV-TR — два или более из нижеперечисленных симптомов, каждый в наличии на протяжении большей части месячного промежутка (или менее, если лечение прервало симптомы):
- бредовые идеи
- галлюцинации
- дезорганизованная речь (например, частые соскальзывания или непоследовательность).
- негативные симптомы, в том числе уплощённый аффект, аволиция или алогия.
- сильно дезорганизованное или кататоническое поведение.

В следующем издании DSM-5 типы шизофрении отсутствуют.

## Ремиссии
Ремиссии при недифференцированной шизофрении отличаются довольно хорошим качеством, и характеризуются нерезко выраженной негативной симптоматикой и когнитивными нарушениями (главным образом связанными с концентрацией внимания и изменением исполнительных функций), а также ограниченностью и избирательностью контактов. В ремиссии могут присутствовать сверхценные интересы и увлечения.